# Strobel
Strobel is een plaats in het Argentijnse bestuurlijke gebied  Diamante in de provincie  Entre Ríos. De plaats telt 1084 inwoners.